# 利奇尼
51°27′5″N 24°47′15″E / 51.45139°N 24.78750°E
利奇尼（烏克蘭語：Личини），是烏克蘭西北部的村莊，隸屬沃倫州的卡明-卡希爾斯基區。該村始建於1788年，面積26.73平方公里，海拔高度163米，2001年人口681，人口密度每平方公里25.47人。